# Actinodochium jenkinsii
Actinodochium jenkinsii är en svampart som beskrevs av Uppal, Patel & Kamat 1953. Actinodochium jenkinsii ingår i släktet Actinodochium, divisionen sporsäcksvampar och riket svampar.   Inga underarter finns listade i Catalogue of Life.